# 亜空戦記ライジン
『亜空戦記ライジン』（あくうせんきライジン）は、マイクロキャビン開発、DOGブランドから発売されたファミリーコンピュータ ディスクシステム用のアクションシューティングゲーム。1988年7月12日に発売された。

## 概要
本作は書き換え専用ソフトの為、インデックスラベルが付属しないが、スクウェアの同ソフトの広告を切り取るタイプのインデックスラベルが2種類存在している。同じくDOGブランドから発売された書き換え専用ソフト、『ムーンボールマジック』（1988年）も同様である。
また、本作発売当時に登場するキャラクターを模した食玩としてカバヤ食品が発売されていた。

## スタッフ
- 企画：マイクロキャビン
- 原案：加藤雅史
- プログラム：かわかみようじ
- グラフィック：加藤雅史、いまいゆき
- オリジナル・スタッフ：さわだこうぞう、ふるたゆたか、TAKO
- 制作：スクウェア、マイクロキャビン

## 評価
- ゲーム誌『ファミコン通信』の「クロスレビュー」では合計19点（満40点）となっている[3]。

- ゲーム誌『ファミリーコンピュータMagazine』の読者投票による「ゲーム通信簿」での評価は以下の通りとなっており、12.90点（満25点）となっている[4]。また、同雑誌1991年5月24日号特別付録の「ファミコンディスクカード オールカタログ」では、「ゲーム自体はかなり難しいので万人には勧められない」と紹介されている[4]。

| 項目 | キャラクタ | 音楽 | 操作性 | 熱中度 | お買得度 | オリジナリティ | 総合  |
| 得点 | 2.80       | 2.50 | 2.40   | 2.50   | -        | 2.70           | 12.90 |

- ゲーム誌『ユーゲー』では、「『飛行形態で着陸できる場所を探し、地上に降りたら徒歩で探索開始』というシステムは『スーパースターフォース』などにも見られるものだが、本作は『上下左右の4方向に飛行可能』という点が独創的だった」、「体力制なのをいいことに敵の攻撃は容赦なし。あまり良くできた作品とは言い難いのも事実」、「同時期に出ていた『ガーディック外伝』と比較すると、あまりにも粗い部分が目立つ。今遊ぶには厳しい作品だ」と評している[5]。